# عملية سولفاي
عملية سولفاي (Solvay process) ويطلق عليها أيضاً اسم عملية أمونيا-صودا هي عملية كيميائية لإنتاج كربونات الصوديوم (رماد الصودا)، وهي طورت من قبل الكيميائي إرنست سولفاي خلال ستينات القرن التاسع عشر، وحلت بالتالي محل عملية لوبلان.
إن مكونات هذه العملية متوافرة غالباً، وهي عبارة عن محلول أجاج ملحي وحجر جيري. أنتج سنة 2005 حوالي 42 بليون كيلوغرام من رماد الصودا. يستخدم كربونات الصوديوم كما هو في الصناعة، كما يمكن أن يحول إلى فوق كربونات الصوديوم.

## الوصف الكيميائي

عملية سولفاي، المواد الداخلة في التفاعل بالأخضر، المركبات الوسطية بالأسود، والنواتج النهائية بالأحمر.

في بداية العملية يحرق الحجر الجيري، فيحدث تفاعل تفكك حراري ويتشكل أكسيد الكالسيوم وينطلق غاز ثنائي أكسيد الكربون.
{\displaystyle \mathrm {\ CaCO_{3}\ \rightarrow \ CaO\ +\ CO_{2}\uparrow } }
ثم يفاعل ثنائي أكسيد الكربون مع الأمونياك في محلول ملحي مركز (أجاج)، فيترسب بيكربونات الصوديوم ويفصل عن كلوريد الأمونيوم من المحلول.
{\displaystyle \mathrm {\ NaCl\ +\ CO_{2}\ +\ NH_{3}\ +\ H_{2}O\ \rightarrow \ NaHCO_{3}\downarrow \ +\ NH_{4}Cl} }
يجري التفاعل أعلاه وفق الخطوات التفصيلية التالية:
{\displaystyle \mathrm {\ CO_{2}\ +\ H_{2}O\ \rightarrow \ H_{2}CO_{3}} }
{\displaystyle \mathrm {\ H_{2}CO_{3}\ +\ NH_{3}\ \rightarrow \ NH_{4}HCO_{3}} }
{\displaystyle \mathrm {\ NH_{4}HCO_{3}\ +\ NaCl\rightarrow \ NaHCO_{3}\downarrow \ +\ NH_{4}Cl} }
بعد الحصول على بيكربونات الصوديوم يجري تسخينها برفع درجة الحرارة إلى 200 °س، حيث ينفصل الماء وثنائي أكسيد الكربون ويتشكل مركب كربونات الصوديوم:
{\displaystyle \mathrm {\ 2\ NaHCO_{3}\rightarrow \ Na_{2}CO_{3}\ +\ H_{2}O\ +\ CO_{2}} }
في الخطوة الرابعة والأخيرة يفاعل أكسيد الكالسيوم الناتج من الخطوة الأولى مع كلوريد الأمونيوم الناتج من الخطوة الثانية للحصول على الأمونياك مرة أخرى من أجل استخدامه في الخطوة الثانية.
{\displaystyle \mathrm {\ 2\ NH_{4}Cl\ +\ CaO\rightarrow \ 2\ NH_{3}\ +\ CaCl_{2}\ +\ H_{2}O} }

## اقرأ أيضاً
- عملية مانهايم
- عملية لوبلان